# Kreis Jászapáti
Jászapáti (ungarisch Jászapáti járás) ist ein Kreis im Nordwesten des zentralungarischen Komitats Jász-Nagykun-Szolnok. Er grenzt im Westen an den Kreis Jászberény und im Süden an den Kreis Szolnok. Im Norden und Nordosten bildet das Komitat Heves die Grenze.

## Geschichte
Der Kreis wurde Anfang 2013 zur ungarischen Verwaltungsreform neu geschaffen. Das westlicher gelegene Kleingebiet Jászberény (ungarisch Jászberényi kistérség) gab die Hälfte seiner 18 Gemeinden an den neuen Kreis ab. Dies entsprach 46,9 % der Fläche und 39,4 % der Bevölkerung des Kleingebiets.

## Gemeindeübersicht
Der Kreis Jászapáti hat eine durchschnittliche Gemeindegröße von 3.537 Einwohnern auf einer Fläche von 60,49 Quadratkilometern. Die Bevölkerungsdichte des Kreises liegt etwas unter der des Komitats. Der Verwaltungssitz befindet sich in der größten Stadt, Jászapáti, im Zentrum des Kreises gelegen.
| Gemeinde            | Status       | Herkunft Kleingebiet | Einwohnerzahl | Einwohnerzahl | Einwohnerzahl | Fläche (km²) | Bevölkerungs- dichte (Ew./km²) |
| Gemeinde            | Status       | Herkunft Kleingebiet | 01.10.2011    | 01.01.2013    | 01.01.2016    | 01.01.2016   | Bevölkerungs- dichte (Ew./km²) |
| ------------------- | ------------ | -------------------- | ------------- | ------------- | ------------- | ------------ | ------------------------------ |
| Alattyán            | Gemeinde     | Jászberény           | 2.103         | 2.084         | 1.950         | 34,29        | 56,9                           |
| Jánoshida           | Gemeinde     | Jászberény           | 2.472         | 2.463         | 2.374         | 34,79        | 68,2                           |
| Jászalsószentgyörgy | Gemeinde     | Jászberény           | 3.550         | 3.482         | 3.288         | 47,67        | 69,0                           |
| Jászapáti           | Stadt        | Jászberény           | 8.889         | 8.879         | 8.442         | 78,16        | 108,0                          |
| Jászdózsa           | Gemeinde     | Jászberény           | 2.180         | 2.188         | 2.160         | 42,86        | 50,4                           |
| Jászivány           | Gemeinde     | Jászberény           | 388           | 372           | 356           | 39,51        | 9,0                            |
| Jászkisér           | Stadt        | Jászberény           | 5.467         | 5.546         | 5.349         | 130,11       | 41,1                           |
| Jászladány          | Großgemeinde | Jászberény           | 5.614         | 5.642         | 5.507         | 92,73        | 59,4                           |
| Jászszentandrás     | Gemeinde     | Jászberény           | 2.509         | 2.504         | 2.411         | 44,33        | 54,4                           |
| Kreis Jászapáti     |              |                      | 33.172        | 33.160        | 31.837        | 544,45       | 58,5                           |